# 獵人點 (亞利桑那州)
獵人點（英語：Hunters Point）是位於美國亞利桑那州阿帕契縣的一個非建制地區。該地的面積和人口皆未知。

## 地理
獵人點的座標為35°32′52″N 109°06′18″W / 35.54778°N 109.10500°W，而該地的平均海拔高度為2042米（即6699英尺）。